# 1802 en santé et médecine
| Années de la santé et de la médecine : 1799 - 1800 - 1801 - 1802 - 1803 - 1804 - 1805    |
| Décennies de la santé et de la médecine : 1770 - 1780 - 1790 - 1800 - 1810 - 1820 - 1830 |

Cet article présente les faits marquants de l'année 1802 en santé et médecine.

## Événements
France
- 23 février : le 4 ventôse an X (23 février 1802), un décret institue l'internat et l'externat des hôpitaux de Paris[1].
- 8 mai : l'hôpital Necker des enfants malades est officialisé par l'arrêté du 18 floréal an 10 (8 mai 1802) et ouvre au mois de juin sur l'emplacement de la Maison de l'Enfant Jésus, orphelinat-hôpital[2].
- Cuvier devient professeur titulaire de la chaire d'anatomie comparée du Muséum à la mort de Jean-Claude Mertrud[3].

Haïti
- L'armée française est décimée par la fièvre jaune lors de l'expédition de Saint-Domingue[4] :
  - Le général Leclerc en meurt le 2 novembre[4].
  - Le médecin militaire Nicolas-Pierre Gilbert (1751-1814) y contracte la maladie.

Royaume-Uni
- mars : William Jardine obtient son diplôme de médecin et quitte l’Écosse en se faisant embaucher comme élève chirurgien sur "Le Brunswick" appartenant à la Compagnie des Indes[5].
- 2 juin : adoption du Health and Morals of Apprentices Act au Royaume-Uni. La durée légale du travail des enfants de moins de seize ans est fixée à douze heures par jour[6].

## Publications
- Lamarck (1744-1829) publie Recherches sur l'Organisation des Corps Vivants
- Gottfried Reinhold Treviranus commence la publication de Biologie; oder die Philosophie der lebenden Natur[7].
- Charles Bell publie The Anatomy of the Brain, Explained in a Series of Engravings.

## Naissances
- 16 février : Phineas Quimby (mort en 1866), magnétiseur et adepte du mesmérisme, connu pour sa théorie de la guérison mentale.
- 23 avril : Joseph Fortuné Théodore Eydoux (mort en 1841), chirurgien de la Marine française[8].
- 1er mai : Jean-Baptiste Noulet (mort en 1890), médecin et naturaliste français.
- 2 juin : Arend Wiegmann (mort en 1841 de tuberculose), médecin et zoologiste allemand.
- 27 juin : Gustav Blumröder (mort en 1853), médecin, psychiatre, homme politique et écrivain allemand qui publia sous les pseudonymes d'Antonius Anthus et Bernhard Brummer.
- 7 août : Germain Henri Hess (mort en 1850), médecin et chimiste suisse, à l'origine de la loi de Hess.
- 28 août : Hermann Askan Demme (mort en 1867), médecin germano-suisse.
- 30 septembre : Antoine-Jérôme Balard (mort en 1876), pharmacien français[9].
- 6 décembre : Adam Ferdynand Adamowicz (mort en 1881), médecin et vétérinaire polonais.

## Décès
- 18 avril : Erasmus Darwin (né en 1731), médecin, botaniste, poète et inventeur britannique[10].
- 22 juillet : Bichat (né en 1771), médecin français mort de typhoïde[11].
- 3 septembre : Edward Hand (né en 1744), général, médecin et homme politique irlandais[12].